# Martagny
Martagny é uma comuna francesa na região administrativa da Normandia, no departamento de Eure. Estende-se por uma área de 4,48 km². Em 2010 a comuna tinha 155 habitantes (densidade: 34,6 hab./km²).